# Крислач Іван Михайлович
Іван Михайлович Крислач (12 жовтня 1929, с. Станимир, Перемишлянський район, Львівська область — 12 лютого 2017, Львів) — український художник-графік, заслужений художник України.

## Біографія
Народився в селі Станимир Львівської області.
Закінчив екстерном Перемишлянську гімназію, склавши під час канікул іспити за 7-й клас разом зі старшими дітьми, при цьому долав 11 км пішки. Потім — Український поліграфічний інститут ім. І.Федорова (1953). Педагоги з фаху — Олена Кульчицька, Валентин Бунов, Василь Форостецький.
Працював в галузі графіки, монументального живопису. Основні твори: «Козацькі могили» (1973), триптих «Село моє рідне» (1975), «Стрілецькі могили» (1990), триптих «Довбуш» (1990), цикл «Одвічний змах» (1998). Член НСХУ (1970). Заслужений художник України (2007).

Могила Івана Крислача, Личаківський цвинтар

Працював до останніх днів. За місяць до смерті Івана Крислача видавництво «Апріорі» випустило казку Івана Франка «Абу-Касимові капці» з ілюстраціями художника.
Помер на 88-му році життя 12 лютого 2017 року у Львові. Похований на 78-му полі Личаківського цвинтаря. На могилі — пам'ятник роботи самого Івана Крислача.